# Sonda (cohete)

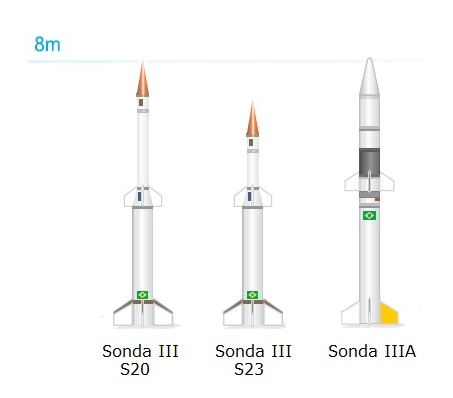
Subtipos del Sonda III

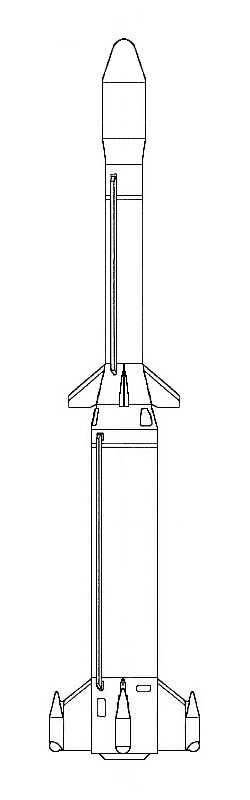
Sonda IV esquema

Sonda es la denominación de una familia de cohetes sonda brasileños propulsados por combustible sólido y fabricados por el Instituto Nacional de Investigación Espacial del Brasil-INPE. La primera versión fue desarrollada a mediados de los años 1960 y fueron utilizados para investigación en aeronomía y de la ionosfera. 
Los cohetes Sonda fueron sucedidos por la familia VS-30 que hasta 2020 cuentan con más de medio centenar de lanzamientos desde Brasil, Suécia, Noruega y Australia.

## Versiones

### Sonda I
Cohete de una etapa originado del cohete DM-6501 de 1965, fue lanzado más de 200 veces desde el Centro de Lanzamiento de Barreira do Inferno (CLBI) su último lanzamiento fue en finales de 1978, en el Projeto EXAMETNET (Experimental Inter-American Meteorological Rocket Network).
Aunque retirado ha originado el Foguete de Treinamento Básico (FTB) en uso por el CLBI y CLBA.

### Sonda II
Cohete de una etapa, ya retirado, fue lanzado 61 veces entre 1969 (Operación Coringa) y 1996 (Operación Areia Branca). Contaba con innovaciones tecnológicas, como nuevas protecciones térmicas, propelentes y electrónicos. 
Su motor S20 fue el primero motor a combustível sólido tipo "composite" fabricado en Brasil.

### Sonda III
Cohete de dos etapas, fue lanzado 31 veces desde el CLBI y CLA desde el 26 de febrero de 1976 (Operación Seridó) hasta 2002 (Operación Parnamirim), utiliza los propulsores S20 y S23.

### Sonda IV
Cohete de dos etapas retirado en 1989. Fue lanzado 4 veces, entre el 21 de noviembre de 1984 (Operación Porangaba) y el 28 de marzo de 1989 (Operación De Janeiro). Entre las varias tecnologías impulsadas por el proyecto está el desarrollo del acero especial 300M involucrando al Departamento de Ciência e Tecnología Aeroespacial (DCTA) y tres empresas de metalurgia, el control del vector de empuje por tobera móvil y sistemas de pilotaje para el control de altitud.

## Datos técnicos
| Datos técnicos            | Sonda 1 | Sonda 2 | Sonda 3 | Sonda 4 |
| ------------------------- | ------- | ------- | ------- | ------- |
| Massa de lanzamiento (kg) | 100     | 400     | 1 500   | 7 200   |
| Altura (m)                | 4,5     | 5,6     | 8       | 11      |
| Diámetro (m)              | 0,11    | 0,3     | 0,3     | 1,01    |
| Estadios                  | 2       | 1       | 2       | 2       |
| Empujo (kN)               | 27      | 36      | 102     | 203     |
| Apogeo (km)               | 65      | 180     | 600     | 800     |
| Primero lanzamiento       | 1965    | 1990    | 1976    | 1984    |
| Último lanzamiento        | 1977    | 1996    | 2002    | 1989    |
| Número lanzamientos       | 226     | 15      | 31      | 4       |